# Alessandro Vanni (1717-1795)
Alessandro Vanni, principe di San Vincenzo (Palermo, 1717 – Palermo, 5 maggio 1795) è stato un letterato, poeta e politico italiano.

## Biografia
Nacque a Palermo nel 1717, apparteneva a una nobile famiglia siciliana. Non si hanno molte informazioni riguardo alla sua giovinezza, ma la sua educazione fu improntata alla ricerca di una vasta cultura, che abbracciava numerose discipline. Si distinse sin da giovane per il suo approccio poliedrico alla conoscenza, combinando le scienze matematiche con le arti figurative e la poesia.
Nel 1735 fondò a Palermo un'accademia di Storia Ecclesiastica, un'iniziativa che radunò alcuni tra i migliori intellettuali dell'epoca per studiare e approfondire la storia religiosa e le tradizioni siciliane. L'accademia divenne un punto di riferimento per gli studiosi locali, e il suo impegno per la cultura religiosa e storica della sua terra è evidente anche nel suo contributo alla pubblicazione e conservazione di opere importanti.
Nel corso della sua vita ricoprì importanti incarichi pubblici. Nel 1755 fu eletto Senatore di Palermo e, successivamente, Deputato del Regno nelle sessioni del 1762 e 1774. Fu inoltre Governatore della città di Monreale dal 1773, incarico che gli permise di svolgere un ruolo significativo nella gestione amministrativa e civile del territorio.
Una delle sue realizzazioni più importanti fu la fondazione della Biblioteca Comunale di Palermo nel 1760. Donò alla biblioteca la sua preziosa raccolta di libri, arricchendo così il patrimonio culturale della città. La biblioteca, oggi uno degli istituti culturali più importanti di Palermo, è ancora oggi simbolo del suo impegno per la diffusione della conoscenza. Nel 1773 fu scelto come uno dei deputati incaricati della ristrutturazione della Cattedrale di Palermo, una delle sue ultime realizzazioni legate alla cura della città e delle sue istituzioni.
Si sposò due volte. La prima moglie, Laura Vanni e Vassallo, morì prematuramente nel 1754. Nel 1756, sposò Emanuela Valguarnera. Non ebbe figli da entrambi i matrimoni. Morì il 5 maggio 1795 a Palermo e fu sepolto nella Chiesa dei Conventuali di San Francesco. Nella biblioteca da lui fondata, un busto marmoreo posto in suo onore, opera di Ignazio Marabitti, ne perpetua la memoria. La sua eredità culturale e il suo impegno civile continuarono a influenzare la vita di Palermo anche dopo la sua morte, e proprio la biblioteca che egli fondò resta una delle testimonianze più durature del suo contributo alla cultura siciliana.

## Opere
Oltre al suo impegno nelle scienze e nella politica, fu anche un poeta e un traduttore. Tra le sue opere più note si trova la traduzione in italiano del poema La Grazia di Louis Racine, figlio del celebre drammaturgo francese Jean Racine. La traduzione di Vanni fu molto apprezzata per la sua eleganza. Vanni scrisse anche numerosi sonetti, che vennero pubblicati postumi nel 1795. La sua poesia rifletteva una profonda sensibilità religiosa e morale, trattando temi come le virtù cristiane, la riflessione filosofica e l'impegno civico. Alcuni dei suoi sonetti furono inclusi nelle Rime degli Ereini, un'importante raccolta di poesia siciliana dell'epoca dove egli figura con lo pseudonimo di Alarco Filomene.
- Accademia degli Ereini, Rime degli Ereini di Palermo, vol. 1, Roma, Bernabò, 1734,  p. 24, SBN UBOE028834.
- Louis Racine, La grazia poema di Luigi Racine trasportato in italiano da Alessandro Vanni principe di S. Vincenzo [La Grâce], traduzione di Alessandro Vanni, Palermo, Reale Stamperia, 1794  [1720], SBN PALE005146.
- Alessandro Vanni, Sonetti di Alessandro Vanni principe di S. Vincenzo, Palermo, Reale Stamperia, 1795, SBN PALE005496.